# HC Česká Lípa

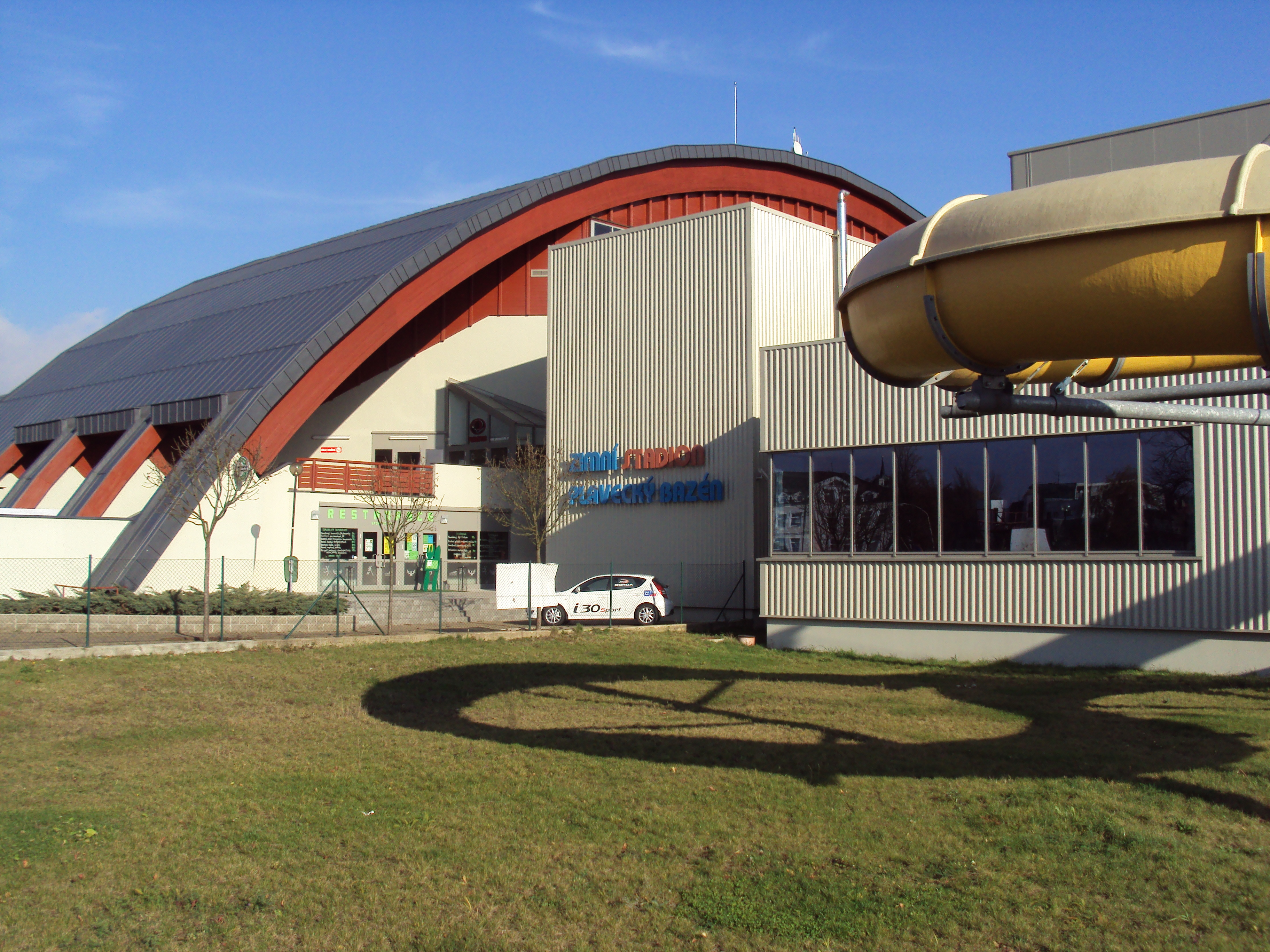
Vzadu zimní stadion, vpředu plavecký bazén

HC Česká Lípa (celým názvem: Hockey Club Česká Lípa) je český klub ledního hokeje, který sídlí ve městě Česká Lípa v Libereckém kraji. Založen byl v roce 1989 jako VTJ Česká Lípa. Od sezóny 2012/13 působí v Liberecké krajské lize, čtvrté české nejvyšší soutěži ledního hokeje. Klubové barvy jsou červená a bílá.
Své domácí zápasy odehrává na zimním stadionu Česká Lípa.

## Historie
V sezóně 2007/08 hrála Česká Lípa krajské hokejové přebory. Česká Lípa nehrála kvalifikaci o 2. ligu, ale postoupila, protože odkoupila licenci od Strakonic která původně měla hrát 2. ligu. V ročníku 2008/2009 se Lípa umístila ve středu tabulky a v play off postoupila až do osmifinále, kde ovšem podlehla.
Tým hrál své domácí zápasy v zimní hale u Ploučnice v sousedství Kauflandu a plaveckého bazénu.
Po skončení zimní sezony 2009 / 2010 klub nezvládl ani baráž a měl sestoupit do krajského přeboru. Nato se vedení klubu rozhodlo klub zrušit zcela

### HC Predators
V sezoně 2009 / 2010 hrál ve zmiňované sportovní hale druhý klub HC Predators Česká Lípa Krajský hokejový přebor. O rok později pro nedostatek finančních prostředků své účinkování ukončil také.

### Roky 2011 a 2012
Po rozpadu týmu mužů klub HC Česká Lípa pokračoval v péči o dorost, žáky i přípravku. Dne 25. dubna 2012 byl zvolen nový výkonný výbor, předsedou klubu se stal Tomáš Binder. Následně byl sestaven znovu tým mužů a přihlášen do krajské soutěže pro sezónu 2012/2013. V ní si vede dobře. Město podpořilo A. tým mužů v prosinci 2012 částkou 100 000 Kč. Částka byla poslána na adresu Hokejový klub Česká Lípa, Barvířská 26090, Česká Lípa, IČ: 46750444.
Dorostenci HC Česká Lípa (přezdívaní Predators) hrají v sezoně 2012 II. krajskou ligu dorostu.
Klub již nemá oddíl žen

### Sezóna 2013/2014
A-tým se přihlásil opět do Krajské soutěže Libereckého kraje, v níž loni skončil druhý po základní části. Novou sezonu zahájil v domácím prostředí v říjnu 2013.. Sezónu zakončili získáním titulu přeborníka kraje.

## Přehled ligové účasti
Stručný přehled
Zdroj:
- 2003–2004: Ústecký krajský přebor (4. ligová úroveň v České republice)
- 2004–2007: Liberecký krajský přebor (4. ligová úroveň v České republice)
- 2007–2008: bez soutěže
- 2008–2011: 2. liga – sk. Západ (3. ligová úroveň v České republice)
- 2011–2012: bez soutěže
- 2012– : Liberecká krajská liga (4. ligová úroveň v České republice)

Jednotlivé ročníky
Zdroj:
Legenda: ZČ - základní část, červené podbarvení - sestup, zelené podbarvení - postup, fialové podbarvení - reorganizace, změna skupiny či soutěže
| Česko (2003 – )                                                                               |                          |           |           |                                       |                         |
| Sezóny                                                                                        | Soutěž                   | Úroveň    | ZČ        | Play-off, nadstavba, sk. o udržení... | Poznámky                |
| 2003/04                                                                                       | Ústecký krajský přebor   | 4. úroveň | 4. místo  |                                       | Přechod do jiného kraje |
| 2004/05                                                                                       | Liberecký krajský přebor | 4. úroveň | 1. místo  |                                       | Baráž                   |
| 2005/06                                                                                       | Liberecký krajský přebor | 4. úroveň | 3. místo  |                                       |                         |
| 2006/07                                                                                       | Liberecký krajský přebor | 4. úroveň | 2. místo  |                                       | Odhlášení ze soutěže    |
| V letech 2007–2008 byl klub bez A-mužstva, v soutěžích přihlášena pouze mládežnická družstva. |                          |           |           |                                       |                         |
| Před sezónou 2008/09 odkoupena druholigová licence od Strakonic.                              |                          |           |           |                                       |                         |
| 2008/09                                                                                       | 2. liga – sk. Západ      | 3. úroveň | 9. místo  | Čtvrtfinále                           |                         |
| 2009/10                                                                                       | 2. liga – sk. Západ      | 3. úroveň | 9. místo  |                                       |                         |
| 2010/11                                                                                       | 2. liga – sk. Západ      | 3. úroveň | 10. místo | Baráž o 2. ligu (prohra)              | Odhlášení ze soutěže    |
| V letech 2011–2012 byl klub bez A-mužstva, v soutěžích přihlášena pouze mládežnická družstva. |                          |           |           |                                       |                         |
| 2012/13                                                                                       | Liberecká krajská liga   | 4. úroveň | 2. místo  | Semifinále (3. místo)                 |                         |
| 2013/14                                                                                       | Liberecká krajská liga   | 4. úroveň | 3. místo  | Vítěz                                 |                         |
| 2014/15                                                                                       | Liberecká krajská liga   | 4. úroveň | 4. místo  | Semifinále (4. místo)                 |                         |
| 2015/16                                                                                       | Liberecká krajská liga   | 4. úroveň | 3. místo  | Zápas o 3. místo (výhra)              |                         |
| 2016/17                                                                                       | Liberecká krajská liga   | 4. úroveň | 5. místo  | Čtvrtfinále (6. místo)                |                         |
| 2017/18                                                                                       | Liberecká krajská liga   | 4. úroveň | 4. místo  | Zápas o 3. místo (výhra)              |                         |
| 2018/19                                                                                       | Liberecká krajská liga   | 4. úroveň | 7. místo  |                                       |                         |
| 2019/20                                                                                       | Liberecká krajská liga   | 4. úroveň | 7. místo  |                                       |                         |
| 2020/21                                                                                       | Liberecká krajská liga   | 4. úroveň | –. místo  |                                       | Zrušeno                 |
| 2021/22                                                                                       | Liberecká krajská liga   | 4. úroveň | 6. místo  |                                       |                         |
| 2022/23                                                                                       | Liberecká krajská liga   | 4. úroveň | 4. místo  | Semifinále (3. místo)                 |                         |
| 2023/24                                                                                       | Liberecká krajská liga   | 4. úroveň | 4. místo  | Semifinále                            |                         |